# Джаспер (округ, Миссури)
Округ Джаспер (англ. Jasper County) — округ штата Миссури, США. Население округа на 2009 год составляло 118 179 человек. Административный центр округа — город Картидж.

## История
Округ Джаспер основан в 1841 году. Назван в честь сержанта Уильяма Джаспера, героя войны за независимость.

## География
Округ занимает площадь 1657.6 км2.

## Демография
Согласно оценке Бюро переписи населения США, в округе Джаспер в 2009 году проживало 118 179 человек. Плотность населения составляла 71.3 человек на квадратный километр.